# Заря (Глушковський район)
Заря (рос. Заря) — хутір в Глушковському районі Курської області Російської Федерації.
Населення становить 3 особи. Входить до складу муніципального утворення Попово-Лежачанська сільрада.

## Історія
Населений пункт розташований на території українського етнічного та культурного краю Східна Слобожанщина.
Від 2004 року входить до складу муніципального утворення Попово-Лежачанська сільрада.

## Населення
| 2002 | 2010 |
| ---- | ---- |
| 17   | ↘3   |